# Fußball-Bezirksklasse Leipzig 1935/36
Die Fußball-Bezirksklasse Leipzig 1935/36 war die dritte Spielzeit der Fußball-Bezirksklasse Leipzig im Sportgau Sachsen. Sie diente als eine von vier zweitklassigen Bezirksklassen als Unterbau der Gauliga Sachsen. Die Meister dieser vier Spielklassen qualifizierten sich für eine Aufstiegsrunde, in der zwei Aufsteiger zur Gauliga Sachsen ausgespielt wurden.
Die Bezirksliga Leipzig wurde in dieser Spielzeit erneut in einer Gruppe mit elf teilnehmenden Mannschaften im Rundenturnier mit Hin-und-Rückspiel ausgetragen. Als Bezirksmeister setzte sich dabei TuRa Leipzig mit einem Punkt Vorsprung vor dem Leipziger SV 1899 durch und qualifizierte sich dadurch für die Aufstiegsrunde zur Gauliga Sachsen 1936/37. In dieser erreichten die Leipziger hinter dem Riesaer SV den zweiten Tabellenplatz und stiegen in die Erstklassigkeit auf. Der SV Pfeil Leipzig und der Aufsteiger BV Pegau 03 stiegen nach dieser Spielzeit in die 1. Kreisklasse ab.

## Abschlusstabelle
| Pl. | Verein                      | Sp. | Tore  | Quote | Punkte |
| --- | --------------------------- | --- | ----- | ----- | ------ |
| 1.  | TuRa Leipzig                | 20  | 65:22 | 2,95  | 32:8   |
| 2.  | Leipziger SV 1899           | 20  | 51:21 | 2,43  | 31:9   |
| 3.  | SV Eintracht Leipzig        | 20  | 62:41 | 1,51  | 30:10  |
| 4.  | SpVgg 1899 Leipzig-Lindenau | 20  | 51:48 | 1,06  | 22:18  |
| 5.  | Sportfreunde Leipzig        | 20  | 41:43 | 0,95  | 21:19  |
| 6.  | VfB Zwenkau 02              | 20  | 33:36 | 0,92  | 19:21  |
| 7.  | SV Viktoria Leipzig (N)     | 20  | 47:50 | 0,94  | 18:22  |
| 8.  | VfL Olympia 96 Leipzig      | 20  | 40:46 | 0,87  | 17:23  |
| 9.  | TuB Leipzig                 | 20  | 36:54 | 0,67  | 12:28  |
| 10. | SV Pfeil Leipzig            | 20  | 34:59 | 0,58  | 10:30  |
| 11. | BV Pegau 03 (N)             | 20  | 33:73 | 0,64  | 08:32  |

| (N) | Aufsteiger aus der 1. Kreisklasse |